# Marguerite d'Orléans (1848-1893)
Prinses Marguerite Adélaïde Marie  d'Orléans (16 februari 1848 - 25 oktober 1893) was een telg van het Huis Orléans en een prinses van Frankrijk van geboorte. Door haar huwelijk met prins Władysław Czartoryski was Marguerite tevens een prinses van het huis Czartoryski.

## Jeugdjaren
Marguerite was het derde kind en de eerste dochter van Lodewijk van Orléans, hertog van Nemours en Victoria van Saksen-Coburg en een kleindochter van Lodewijk Filips I van Frankrijk, de laatste soeverein die over Frankrijk regeerde.
Op 17 februari 1846, de dag na haar geboorte, werd ze gedoopt in het Tuilerieënpaleis in Parijs. Haar pleegouders waren haar oom van vaderskant François van Orléans, prins van Joinville, en haar oud-tante prinses Adélaïde van Orléans.
Kort daarna, tijdens de Februarirevolutie van 1848, vluchtte zij met haar ouders en broers via Boulogne naar Engeland.  In 1865 ontstond een korte romance met haar neef, Lodewijk van Orléans, prins van Condé, maar de vroegtijdige dood van de jongeman het jaar daarop maakte daar een einde aan.
In 1871 werd de wet in ballingschap met betrekking tot Orléans ingetrokken en verhuisden Marguerite en haar familie terug naar Frankrijk.

## Huwelijk en kinderen
Marguerite trouwde op 15 januari 1872 in Chantilly met prins Władysław Czartoryski, tweede kind van prins Adam Jerzy Czartoryski en zijn vrouw prinses Anna Zofia Sapieha. Marguerite en Władysław kregen twee zonen:
- Prins Adam Ludwik Czartoryski (5 november 1872 - 29 juni 1937)

- Prins Witold Kazimierz Czartoryski (10 maart 1876 - 29 oktober 1911)

## Overlijden
De laatste jaren van haar leven leed Marguerite aan tuberculose en verscheen nauwelijks nog in het openbaar. Zij stierf in 1893 in haar Parijse woning, het Hôtel Lambert en werd begraven in Sieniawa, toen in Oostenrijk-Hongarije, nu in Polen.

## Titels en onderscheidingen

### Titels
- 16 februari 1846 - 13 januari 1872: Hare Koninklijke Hoogheid Prinses Margaretha van Orléans
- 13 januari 1872 - 24 oktober 1893: Hare Koninklijke Hoogheid Prinses Władysław Czartoryska

### Onderscheidingen
- Vrouwe van de Orde van het Sterrenkruis (Huis Habsburg-Lotharingen)

## Voorouders
| Voorouders van Marguerite d'Orléans | Voorouders van Marguerite d'Orléans                                                              | Voorouders van Marguerite d'Orléans                                                              | Voorouders van Marguerite d'Orléans                                                             | Voorouders van Marguerite d'Orléans                                                             | Voorouders van Marguerite d'Orléans                                                                         | Voorouders van Marguerite d'Orléans                                                                         | Voorouders van Marguerite d'Orléans                                                                         | Voorouders van Marguerite d'Orléans                                                                         |
| ----------------------------------- | ------------------------------------------------------------------------------------------------ | ------------------------------------------------------------------------------------------------ | ----------------------------------------------------------------------------------------------- | ----------------------------------------------------------------------------------------------- | --- | --- | --- | --- |
| Overgrootouders                     | Lodewijk Filips II van Orléans ((1747-1793) ∞ 1769 Louise Marie Adélaïde van Bourbon (1753-1821) | Lodewijk Filips II van Orléans ((1747-1793) ∞ 1769 Louise Marie Adélaïde van Bourbon (1753-1821) | Ferdinand I der Beide Siciliën (1751-1825) ∞ 1768 Maria Carolina van Oostenrijk (1752-1814)     | Ferdinand I der Beide Siciliën (1751-1825) ∞ 1768 Maria Carolina van Oostenrijk (1752-1814)     | Frans van Saksen-Coburg-Saalfeld (1750-1806) ∞ 1777 Augusta van Reuss-Ebersdorf en Lobenstein (1757-1831)   | Frans van Saksen-Coburg-Saalfeld (1750-1806) ∞ 1777 Augusta van Reuss-Ebersdorf en Lobenstein (1757-1831)   | Ferenc József prins Koháry (1767-1826) ∞ 1792 Maria Antonia von Waldstein (1771–1854)                       | Ferenc József prins Koháry (1767-1826) ∞ 1792 Maria Antonia von Waldstein (1771–1854)                       |
| Grootouders                         | Lodewijk Filips I van Frankrijk (1773-1850) ∞ 1809 Marie Amélie van Bourbon-Sicilië (1782-1866)  | Lodewijk Filips I van Frankrijk (1773-1850) ∞ 1809 Marie Amélie van Bourbon-Sicilië (1782-1866)  | Lodewijk Filips I van Frankrijk (1773-1850) ∞ 1809 Marie Amélie van Bourbon-Sicilië (1782-1866) | Lodewijk Filips I van Frankrijk (1773-1850) ∞ 1809 Marie Amélie van Bourbon-Sicilië (1782-1866) | Ferdinand George August van Saksen-Coburg-Saalfeld-Koháry (1785-1851) ∞ 1815 Antonia van Koháry (1757-1831) | Ferdinand George August van Saksen-Coburg-Saalfeld-Koháry (1785-1851) ∞ 1815 Antonia van Koháry (1757-1831) | Ferdinand George August van Saksen-Coburg-Saalfeld-Koháry (1785-1851) ∞ 1815 Antonia van Koháry (1757-1831) | Ferdinand George August van Saksen-Coburg-Saalfeld-Koháry (1785-1851) ∞ 1815 Antonia van Koháry (1757-1831) |
| Ouders                              | Lodewijk van Orléans (1814-1896) ∞ 1840 Victoria van Saksen-Coburg-Gotha-Koháry (1822-1857)      | Lodewijk van Orléans (1814-1896) ∞ 1840 Victoria van Saksen-Coburg-Gotha-Koháry (1822-1857)      | Lodewijk van Orléans (1814-1896) ∞ 1840 Victoria van Saksen-Coburg-Gotha-Koháry (1822-1857)     | Lodewijk van Orléans (1814-1896) ∞ 1840 Victoria van Saksen-Coburg-Gotha-Koháry (1822-1857)     | Lodewijk van Orléans (1814-1896) ∞ 1840 Victoria van Saksen-Coburg-Gotha-Koháry (1822-1857)                 | Lodewijk van Orléans (1814-1896) ∞ 1840 Victoria van Saksen-Coburg-Gotha-Koháry (1822-1857)                 | Lodewijk van Orléans (1814-1896) ∞ 1840 Victoria van Saksen-Coburg-Gotha-Koháry (1822-1857)                 | Lodewijk van Orléans (1814-1896) ∞ 1840 Victoria van Saksen-Coburg-Gotha-Koháry (1822-1857)                 |
| Marguerite d'Orléans (1848-1893)    |                                                                                                  |                                                                                                  |                                                                                                 |                                                                                                 | | | | |